# Stegostoma tigrinum
Lo squalo zebra (Stegostoma tigrinum (Forster, 1781)) è un orectolobiforme piuttosto diffuso nelle acque costiere degli Oceani Indiano e Pacifico, riconoscibile per la pinna caudale molto lunga, che raggiunge all'incirca la lunghezza del resto del corpo. Si tratta dell'unica specie del genere Stegostoma e della famiglia Stegostomatidae.

## Nome comune
Il nome squalo zebra è stato dato alla specie perché prima della maturità i membri presentano sul corpo strisce simili a quelle di una zebra. Al momento della maturità le strisce diventano puntini simili a quelli del ghepardo. Ci si riferisce tuttavia a quest'ultimo animale nel nome del piccolo squalo bentico Triakis semifasciata (per l'appunto squalo leopardo o ghepardo) che vive nell'Oceano Pacifico Orientale sulle coste del Nordamerica, e quindi alla specie in esame è stato assegnato il nome di squalo zebra.

## Areale e habitat
Si trovano nell'Oceano Pacifico Occidentale ed in quello Indiano. Vivono a profondità comprese tra 5 e 30 metri.

## Aspetto
Questa specie è dotata di un corpo molto snello e allungato, di una lunghezza di circa 2.5 metri, ma può raggiungere in via eccezionale la lunghezza di 3,5 metri.  Oltre alla lunga coda, segno distintivo per lo squalo zebra sono le creste lungo il corpo. Come suggerisce il nome, il corpo è di due colori: i giovani sono segnati da linee giallastre sul corpo scuro, mentre gli adulti presentano ovunque (ed anche sulle pinne) sul corpo rossastro pallini neri. Il muso è piuttosto arrotondato e presenta barbigli.

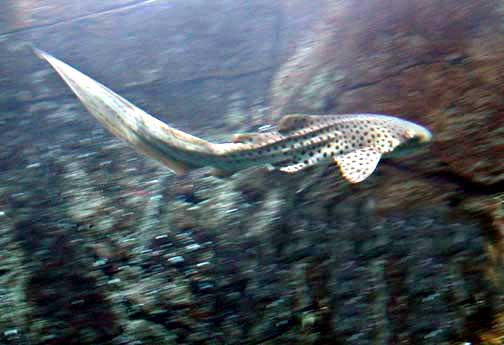
Squalo zebra in acquario.

## Comportamento
Si muovono lentamente e spesso rimangono immobili in attesa in prossimità di una barriera corallina su fondali sabbiosi o rocciosi. Non deve, come succede in molti squali, necessariamente rimanere sempre in movimento respirando per ingoio: la respirazione può avvenire anche per pompaggio di acqua attraverso le branchie.

## Alimentazione
Si nutre di molluschi, crostacei e piccoli pesci che riesce a risucchiare dalla sabbia dove si nascondono durante la notte. Grazie al suo corpo longilineo riesce anche a strisciare attraverso piccoli buchi e caverne alla ricerca di cibo.

## Interazioni con l'uomo
Vivono bene in cattività e molti acquari in tutto il mondo li espongono. Spesso sono osservati dai sommozzatori e rimangono immobili sul fondo finché essi non si avvicinano troppo. Sono assolutamente innocui nei confronti dei sub se non sono provocati. All'interno degli acquari si è dimostrato che questi pesci apprendono molto in fretta: ad esempio possono imparare a rispondere con un movimento delle branchie al contatto con l'uomo. Anche se sono catturati solo su piccola scala, la loro lunga coda è molto apprezzata per la preparazione della famosa zuppa di pinne di squalo.

## Nella cultura di massa
Il protagonista maschile de The Sea Lady di Margaret Drabble è un esperto di squali zebra, animale che gioca un ruolo molto importante nella trama.